# Saint-Aubert (Norte)
Saint-Aubert é uma comuna francesa na região administrativa de Altos da França, no departamento do Norte. Estende-se por uma área de 8.12 km². Em 2010 a comuna tinha 1 585 habitantes (densidade: 195,2 hab./km²).